# Boissons de Spa
Les eaux de Spa commercialisées depuis le XVIIe siècle, et aujourd’hui par Spa Monopole s.a., sont connues internationalement et feront l’objet d’un article séparé. On abordera ici les autres boissons de Spa actuellement commercialisées, trois liqueurs et une bière, et celles bues jadis à Spa, Café de l’Europe sous l’Ancien Régime.

## Boissons de Spa aujourd’hui

### Élixir de Spa
Il semble avoir été déjà distillé par les moines Capucins de Spa dès le XVe siècle. En 1858, la distillerie « Schaltin, Pierry et Cie » de Spa reprit la production de l’Élixir de Spa à base de 40 plantes, herbes et racines originaires de la région spadoise, reconnue pour ses propriétés digestives. Elle sera, pour cet élixir, la première entreprise Belge à être « Fournisseur Breveté de la Cour de Belgique » en 1869. Elle disposait d’un pavillon spécifique à l’Exposition universelle de 1910 à Bruxelles, pour y proposer son breuvage spadois aux visiteurs.  Mais déjà, l'entreprise était représentée à l'Exposition universelle de Liège en 1905. 
En 1956, la société d’Anvers, F.X. de Beukelaer, qui fabrique aussi l’Élixir d’Anvers (1863), créée cinq siècles après l’Élixir de Spa, a repris, jusqu’à aujourd’hui, la production et commercialisation de « Schaltin, Perry et Cie » de Spa.
Liqueur, 70cl, 40 % Vol., F.X. de Beukelaer Belgium.
« Liqueur naturelle dérivée d’une distillation de plantes, épices, racines ».

### Extrait de Spa
L’herboriste liégeois Joseph Hurlet a créé l’Extrait de Spa  en 1905 en sélectionnant plus de 25 plantes, écorces, racines et fleurs dont il extrait les principes actifs par macération d’un ou deux mois. Cette macération est ajoutée à un vin de liqueur pour en faire une boisson harmonieuse et bienfaisante.
Apéritif, Fortifiant, 75cl, 15 % Vol.,  Ets Marc Schleck, Zepperen.
Ingrédients : Vin de liqueur, sucre, plantes aromatiques, sulfites.
« Extrait de Spa est avant tout un vin de liqueur non cuit issu d’une macération de plantes, léger à la digestion. Ses qualités reconstituantes en font un produit conseillé par les médecins, bien qu’il ne soit pas un médicament, il est présenté en pharmacie. Déguster le frais (10-12 °C) à l’apéritif avec une tranche de citron ».
Valeur nutritive moyenne par 100ml : kJ 642, kcal 153, sucre 17,8.

### Bobeline

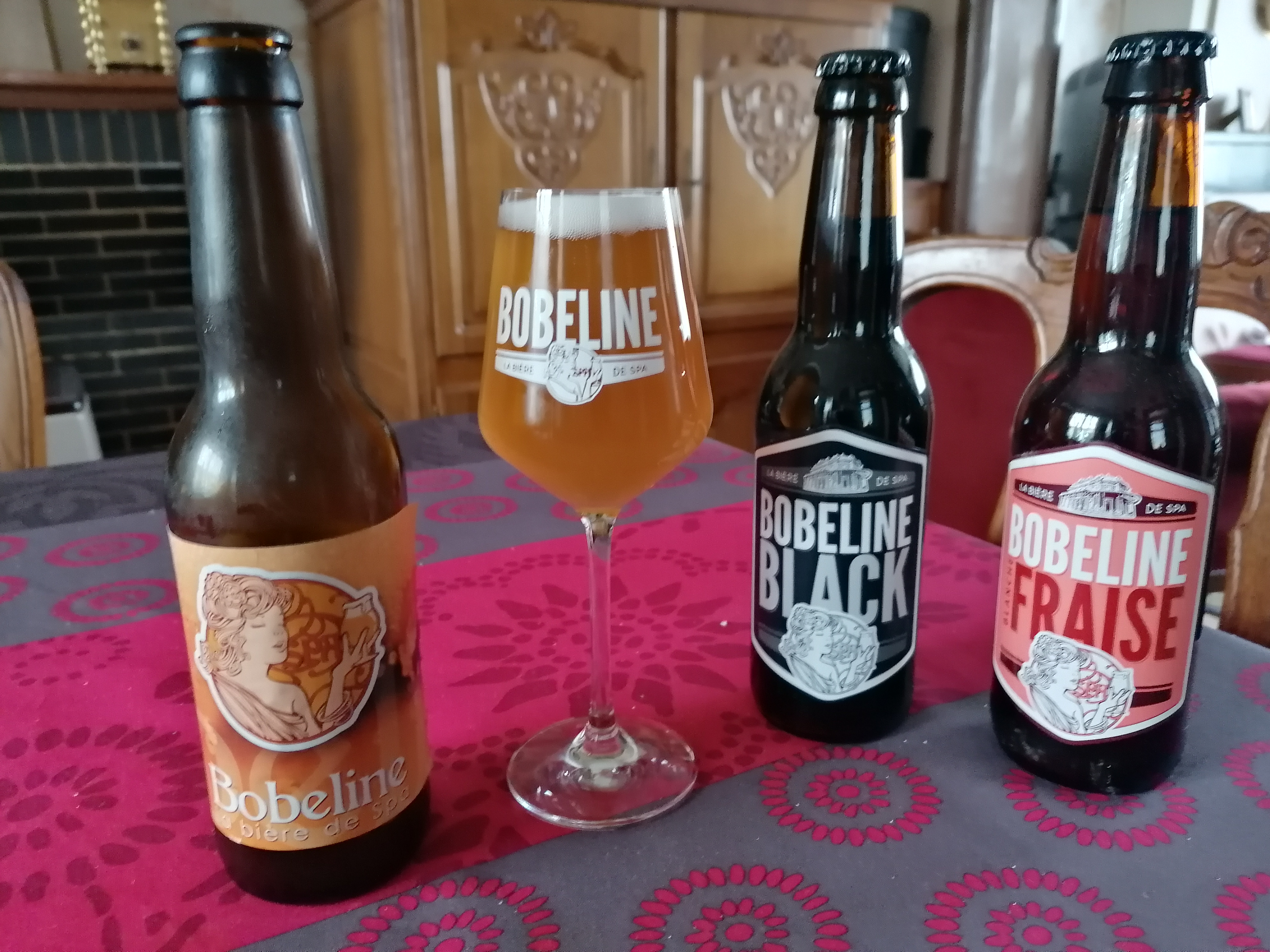
À gauche, une Bobeline blonde et son verre, à droite une Bobeline Black et une Bobeline Fraise.

En 1991, le liégeois Didier Dumalin créa une bière blonde au nom de Bobeline. Il vient du terme « bobelins » qui jadis caractérisait les curistes venant prendre les eaux à Spa. Vu le succès rencontré par cette première, une Bobeline brune vit le jour en mars 2006. La Bobeline est essentiellement distribuée à Spa mais est produite comme bière à façon par la brasserie Huyghe à Melle en province de Flandre-Orientale. 
- « La Bobeline  blonde est une bière refermentée en bouteille et qui titre à 8,5°. Bien que corsée, elle se boit facilement à l'apéritif et peut accompagner un repas simple. Mais elle reste avant tout une bière de dégustation. Elle fait partie de la catégorie des blondes fortes. Elle a beaucoup de corps, une mousse épaisse. Au goût, outre l'orge et la levure, on remarque une saveur fruitée, légèrement piquante et épicée, avec une pointe d'amertume, mais sans touche d'agressivité.
- La Bobeline Black Label quant à elle, est une bière de haute fermentation, refermentée en bouteille, de couleur brun foncé, à la mousse brun clair et épaisse. De saveur légèrement caramélisée, on décèle de la réglisse, de l'écorce et du houblon. La Bobeline brune allie puissance et douceur. C'est une bière de caractère, plus corsée que son homologue blonde, très forte en goût, chaude et veloutée. Elle titre également à 8,5° ».
- Une troisième bière est commercialisée depuis 2009. Il s'agit d'une bière blanche à la fraise. Très légère, la Blanche Fraise titre à 3,6° et est parfaite à l’apéritif.
- Il est à noter que la croquette de fromage "le sarté" inventé par Vincent Delasalle est élaboré à partir de la bobbeline.

## Boissons à Spa sous l’Ancien régime

### Bière
À Spa, sous l’Ancien régime, la bière et la cervoise était produite individuellement par chaque ménage et sa consommation était largement répandue. Le Magistrat lorsqu’il siégeait dans l’un ou l’autre hôtel, montrait l’exemple en vidant chopines. L’anecdote de la visite de la duchesse d’Orléans, Louise Marie Adélaïde de Bourbon (1753-1821), à Annette et Lubin, en 1787, nous montre encore cette habitude de consommation. Mme de Genlis écrit : « Nous allons nous promener sur la montagne d'Annette et Lubin ; nous nous affligeons un peu qu'Annette soit laide et vende de la bière, ce qui nuit beaucoup aux idées pastorales et champêtres ». La duchesse d'Orléans y goûtait presque chaque jour ; elle y allait sur un chameau qu'elle avait emmené à Spa.

### Champagne
Créé par le moine dom Pérignon en 1670 à Hautvillers, le champagne ne tarda pas à connaître au XVIIIe siècle le succès auprès des cours européennes, à commencer par Versailles. Spa, Café de l’Europe, à 255 km seulement de Reims, ne tardera pas moins à le proposer à ses nobles bobelins. De nombreuses glacières permettaient d’offrir à bonne température, le champagne durant la saison d’été. On retrouve trace de cette consommation notamment dans un document relatif au séjour à Spa du roi Gustave III de Suède en 1779, qui nous dit que le tourneur Lambert Xhrouet de Spa, tourna devant le roi, en quelques instants dans un bloc de glace une coupe à champagne admirablement ciselée, dans laquelle le roi but à la santé de l’artiste.